# Später Pfeifenstrauch
Der Späte Pfeifenstrauch (Philadelphus incanus) ist eine Pflanzenart aus der Familie der Hortensiengewächse (Hydrangeaceae). Sein natürliches Verbreitungsgebiet liegt in mehreren Provinzen Chinas.

## Beschreibung
Der Späte Pfeifenstrauch ist ein 1,5 bis 3,5 Meter hoher Strauch. Die Rinde älterer Zweige ist braun und blättert später in schmalen Streifen ab. Junge, blütentreibende Zweige sind schwach, die Langtriebe dicht behaart. 
Die Blätter sind einfach und haben einen 5 bis 10 Millimeter langen Blattstiel. Die Blattspreite ist eiförmig bis länglich eiförmig, 6 bis 12,5 Zentimeter lang und 8 bis 10 Zentimeter breit, zugespitzt mit breit keilförmiger oder abgerundeter Basis und gesägtem Blattrand. Die Blattoberseite ist spärlich behaart oder kahl, die Unterseite dicht angedrückt borstig behaart.
Die Blüten stehen zu fünf bis sieben selten bis elf in behaarten Trauben. Die Einzelblüten sind 2,5 bis 3 Zentimeter breit und ohne Duft. Der Blütenkelch ist glockenförmig und dicht weißlich behaart. Die Blütenkrone ist weiß und breit glockig bis flach ausgebreitet. Es werden 30 bis 35 Staubblätter gebildet die eine Länge von 1 Zentimeter erreichen können. Der Griffel ist etwa 5 Millimeter lang und an der Spitze geteilt. Die Früchte sind verkehrt-eiförmige 7 bis 9 Millimeter lange und 4 bis 7 Millimeter breite Kapselfrüchte. Die Samen sind 1,5 bis 2,5 Millimeter groß. Die Art blüht von Mai bis Juni, die Früchte reifen von Juli bis August.

## Verbreitung und Ökologie
Das natürliche Verbreitungsgebiet liegt in den chinesischen Provinzen Henan, Hubei, Hunan, Shaanxi, Shanxi und Sichuan. Vorkommen in Fujian und Hebei sind ungewiss. Die Art wächst in Auen und Flussufern in Höhen von 1200 bis 1700 Metern auf mäßig trockenen bis frischen, schwach sauren bis stark alkalischen, sandigen, kiesigen oder lehmigen, nährstoffreichen Böden an sonnigen Standorten. Sie ist wärmeliebend und meist frosthart.

## Systematik und Forschungsgeschichte
Der Späte Pfeifenstrauch ist eine Art aus der Gattung der Pfeifensträucher (Philadelphus) in der Familie der Hortensiengewächse (Hydrangeaceae), Unterfamilie Hydrangeoideae, Tribus Philadelpheae. Die Art wurde von Emil Bernhard Koehne im Jahr 1896 in der Gartenflora erstbeschrieben.
Es werden drei Varietäten unterschieden:
- Philadelphus incanus var. baileyi Rehder mit spärlich behaarter Blattunterseite, Blütenständen aus 5 bis 7 Blüten mit kurzer Spindel von 2 bis 3 Millimetern. Das Verbreitungsgebiet liegt in Henan und Shaanxi in Dickichten auf etwa 1600 Metern Höhe.[5]
- Philadelphus incanus var. incanus mit dicht behaarter Blattunterseite, Blütenstände mit 7 bis 11 Blüten und langer Spindel von 4 bis 7 Zentimetern. Das Verbreitungsgebiet liegt in Henan, Hubei, Shaanxi, Shanxi und Sichuan in Dickichten auf etwa 1200 bis 1700 Metern Höhe.[6]
- Philadelphus incanus var. mitsai (S. Y. Hu) S. M. Hwang mit spärlich behaarter Blattunterseite, Blütenstände mit 7 bis 11 Blüten und langer Spindel von 4 bis 7 Zentimetern. Vorkommen gibt es in Dickichten in Henan und Hunan.[7]

## Verwendung
Der Späte Pfeifenstrauch wird selten aufgrund seiner dekorativen Blüten als Zierpflanze verwendet.

## Nachweise